# Urbi et Orbi
Urbi et Orbi в превод на български „към Града и към света“, е стандартно начало на папските прокламации. Днес терминът се използва да обозначи папски документ, който се отнася до града (Рим) и до целия католически свят.
Фразата е съставена от Urbi, датив на urbs – „град, Градът (Рим)“, съюзът et, който значи и, и orbi, датив на orbis „кръг, окръжност, земя, вселена“.
В католицизма това са думите, които придружават папската благословия към всички християни (произнасят се от балкона на базиликата Свети Петър в Рим) на Великден, Коледа и други редки случаи.
Urbi et orbi се използва и при церемонията по коронясването на папа, както и в редки случаи, за благословия на поклонници.

##### Текст на словото за благославянеUrbi et orbiна латински
Sancti Apostoli Petrus et Paulus, de quorum potestate et auctoritate confidimus, ipsi intercedant pro nobis ad Dominum.
Amen.
Precibus et meritis beatæ Mariae semper Virginis, beati Michaelis Archangeli, beati Ioannis Baptistæ et sanctorum Apostolorum Petri et Pauli et omnium Sanctorum misereatur vestri omnipotens Deus et dimissis omnibus peccatis vestris, perducat vos Iesus Christus ad vitam æternam.
Amen.
Indulgentiam, absolutionem et remissionem omnium peccatorum vestrorum, spatium verae et fructuosae penitentiæ, cor semper penitens et emendationem vitae, gratiam et consultationem sancti Spiritus et finalem perseverantiam in bonis operibus, tribuat vobis omnipotens et misericors Dominus.
Amen.
Et benedictio Dei omnipotentis: Patris et Filii et Spiritus sancti descendat super vos et maneat semper.
Amen.